# Lycée Périer
Pour les articles homonymes, voir Périer.
Le lycée Périer est un établissement public local d'enseignement français regroupant un lycée et une section de technicien supérieur situé au 270 rue Paradis dans le  8e arrondissement de Marseille.

## Histoire

### Fondation
Le lycée Périer a été construit sur un terrain comprenant un château construit par Théophile Périer. Inauguré le 3 octobre 1909, le château était alors une annexe du lycée de Marseille, actuel lycée Thiers. Le terrain fut loué par les héritiers à la municipalité puis acheté par la ville en 1924. En 1929, la population scolaire était de 400 élèves et le lycée devint un établissement indépendant, toutefois jumelé avec le lycée Saint-Charles.
La devise du lycée devient Gaudio et Spe, ce qui signifie en latin Dans la Joie et l'Espérance et il prend pour emblème la chouette chevêche, symbole d'Athéna, déesse de la Sagesse et de la Science.
Dans la cour d'honneur, un bas-relief d'Antoine Sartorio représentant Athéna pensive  rappelle que le lycée est placé sous l'égide bienveillante de la déesse grecque.

### Pendant laSeconde Guerre mondiale
Pendant la Seconde Guerre mondiale, le lycée est rebaptisé lycée Philippe Pétain. Plusieurs professeurs se caractérisent par leur résistance au nazisme.
Ainsi l'historien d'origine juive Pierre Vidal-Naquet, qui étudiait pendant la guerre au lycée Périer, a pu échapper à une rafle en partie grâce aux professeurs du lycée, comme le déclare Robert Bonnaud: « Il a failli être arrêté par la Gestapo. S’il a échappé à la Gestapo, c’est grâce à quelques amis et grâce également à quelques professeurs du lycée Périer, qui l’ont hébergé à cette époque-là ». Lors du bombardement du 27 mai 1944, cinq bombes tombèrent sur le lycée, faisant un mort.

### De l'après-guerre à aujourd'hui
Fusionné jusqu'en 1947 avec le lycée Saint-Charles, il s'en dissocie pour devenir un établissement indépendant. En 1953, la ville de Marseille cède ses droits de propriété à l'État.
Le 27 janvier 1964, un élève poignarde son professeur d'allemand avant de lui-même se jeter dans le vide, apparemment sans justification. Si le professeur survit grâce à la présence d'un médecin sur les lieux, l'élève est tué sur le coup.
En 1966, le lycée devient mixte. Les classes de collège (de la sixième à la troisième) et de lycée (de la seconde à la terminale) sont réunies  au sein de l'établissement, offrant une mixité stimulante pour les plus jeunes. Depuis 1986 et grâce à plusieurs lois de décentralisation, la région Provence-Alpes-Côte d'Azur a la charge matérielle de l'établissement.
De 2012 à 2014, la région Provence-Alpes-Côte d'Azur a investi 16 millions d'euros dans la rénovation et le désamiantage des bâtiments du lycée.

## Formations proposées et résultats aux examens
Le lycée Périer comprend des classes de BTS (M.U.C., C.I. et A.M.) Il offre une préparation au bac L, ES et S, ainsi que STMG.
Il comprend également une section européenne italien, ainsi qu'une classe européenne anglais en STMG, et dispense l'enseignement de l'allemand, de l'anglais, de l'italien, du russe, de l'hébreu et du chinois, ainsi que du latin et du grec ancien. Il comptait environ 1 200 élèves en 2007-2008. En 2019, le taux de réussite au baccalauréat y est de 83%.

## Classement du lycée
En 2015, le lycée se classe à la 59e place sur 77 au niveau départemental quant à la qualité d'enseignement, et à la 1848e au niveau national. Le classement s'établit sur trois critères : le taux de réussite au bac, la proportion d'élèves de première qui obtient le baccalauréat en ayant fait les deux dernières années de leur scolarité dans l'établissement, et la valeur ajoutée (calculée à partir de l'origine sociale des élèves, de leur âge et de leurs résultats au diplôme national du brevet).

## Localisation
Ce site est desservi par le métro de Marseille: Station Périer.
Situé dans le 8e arrondissement de Marseille, le long de la Rue Paradis, une des plus longues de Marseille (2 848 m), le lycée prend place dans un quartier bourgeois, dans l'hypercentre de la ville. Du fait de sa position stratégique, il exerce un important cercle d'influence sur le centre de la ville et constitue le lycée public principal de la bourgeoisie marseillaise.

## Maison des Lycéens
La Maison des Lycéen.ne.s du lycée Périer est une association loi de 1901, à vocation ludique et sociale au profit des élèves.
L'association a été créée le 2 juin 2016, lors de son Assemblée Générale constitutive. Elle reprend alors le rôle du Foyer Socio-éducatif (FSE) qui jusque là mettait en place diverses actions pour agrémenter la Vie Lycéenne de l’Établissement. L'administration du lycée prête ses locaux à l'association, l'espace "Maison Rouge", composé d'un bureau ainsi que de deux salles destinées à l'accueil des élèves.

## Quelques anciens élèves
Les intéressés sont mentionnés dans l'ordre chronologique de leur naissance.
- Le résistant Gabriel Péri (1902-1941)[35].
- L'historien Henri-Irénée Marrou (1904-1977)[36].
- L'historien Pierre Guiral (1909-1996)[37].
- Le résistant Jacques Salon (1914-1989)[38].
- l'éditeur Robert Laffont (1916-2010), créateur des Editions Robert Laffont.
- L'historien Robert Bonnaud (1929-2013)[39].
- L'historien et helléniste Pierre Vidal-Naquet (1930-2006)[39],[40].
- Le poète et philosophe catalan Ramón Xirau, qui a étudié au lycée Périer de 1938 à 1939[41].
- Le philosophe Jean-François Mattéi[1].
- La femme de lettres Christiane Singer.
- L'archevêque de Bordeaux Jean-Pierre Ricard.
- L'homme d'affaires Jean-Charles Naouri[42].
- L'ancien secrétaire d'État et député Renaud Muselier.
- Le joueur de tennis, ex-vainqueur et capitaine de l'équipe de France de coupe Davis, Guy Forget.
- L'ancienne députée Sylvie Andrieux.
- La journaliste et animatrice de télévision Sophie Le Saint[43].

## Anciens professeurs
- Le botaniste Gustave Malcuit (1882-1960)[44].